# Graphium policenes
Graphium policenes là một loài bướm thuộc họ Papilionidae, được tìm thấy ở vùng nhiệt đới châu Phi.
Sải cánh con đực dài 55–60 mm, con cái dài 60–65 mm. Loài có lứa đẻ liên tục trong những tháng nóng.
Ấu trùng ăn Uvaria caffra, Artabotrys monteiroae, Uvaria bukobensis, Uvara chamae, Landolphia buchannani, Landolphia ugandensis, Polyalthia spp., Annona reticulata, Annona senegalensis, Annona squamosa và Monanthotaxis caffra.

## Hình ảnh

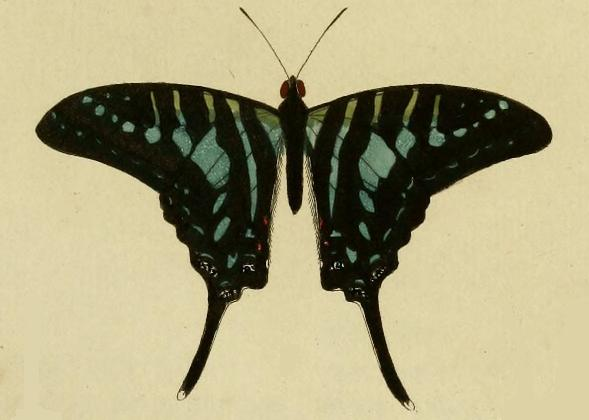
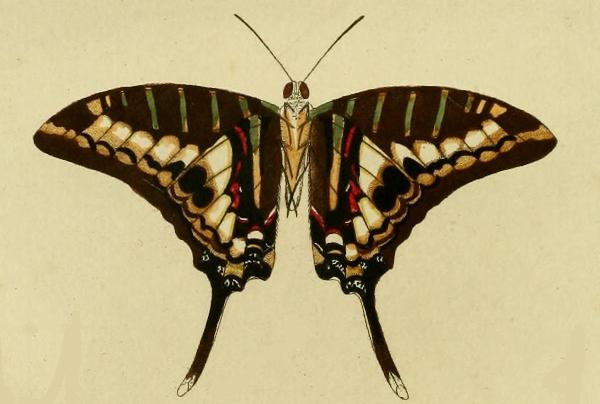